# М-101Т
М-101Т «Гжель» — ближнемагистральный пассажирский самолёт, разрабатывавшийся в ОКБ Мясищева с 1989 года по 2002 год. Выпускался на Нижегородском авиастроительном заводе «Сокол». Производство прекращено, выпущено 26 самолётов, из них 4 прототипа и 22 серийных. 
Самолёт предназначался для бизнес-авиации и использования в качестве авиатакси.

## Лётно-технические характеристики
Технические характеристики
- Экипаж: 1-2 чел.
- Пассажировместимость: 4-7 чел.
- Грузоподъёмность: 540 кг
- Длина: 9,98 м
- Размах крыла: 13,20 м
- Высота: 3,36 м
- Площадь крыла: 17,11 м²
- Масса пустого: 1420 кг
- Максимальная взлётная масса: 3270 кг
- Масса топлива во внутренних баках: 450 кг
- Силовая установка: 1 × ТВД Walter (Моторлет) M-601F32
- Мощность двигателей: 1 × 760 л. с. (1 × 567 кВт)

Лётные характеристики
- Максимальная скорость: 540 км/ч
- Крейсерская скорость: 420 км/ч
- Практическая дальность: 1100 км
- Перегоночная дальность: 1300 км
- Практический потолок: 7600 м
- Скороподъёмность: 25 мин
- Длина разбега: 590 м
- Длина пробега: 470 м

## Происшествия
- 12 сентября 2001 года на аэродроме Лётно-исследовательского института им. М. М. Громова в Жуковском при выполнении очередного полёта по программе сертификационных испытаний у самолёта разрушился руль высоты, и он стал неуправляемым. Пилот Олег Щепетков успел выпрыгнуть, а второй пилот Александр Бесчастнов, уводя падающий самолёт от домов, погиб; звание Героя Российской Федерации присвоено 9 июля 2002 года посмертно[1].